# 学校法人大手前学園
学校法人大手前学園（がっこうほうじんおおてまえがくえん）は、兵庫県西宮市に本部を置く学校法人。
「さくら夙川キャンパス」（兵庫県西宮市）と「大阪大手前キャンパス」（大阪市）の2か所の校地を有し、大学・短期大学・専門学校を設置している（2021年時点）。1946年、大阪城大手前に設立された専門学校が起源で、創立以来女子教育を行っていたが、2000年前後に設置校の男女共学化を行った。

## 概要
創立者は元新聞記者で旧陸軍の情報将校だった藤井健造。
創立当初は「これからの日本に必要なのは女子教育である。」として「情操豊かな女子教育」を建学の精神としていた。1986年に "STUDY FOR LIFE"（生涯にわたる、人生のための学び）をスローガンとして定め、2000年の大学男女共学化の際に、これを建学の精神として位置づけている。

## 設置校
- 大手前大学
- 大手前短期大学
- 大手前栄養学院専門学校（2021年度より募集停止）

### かつて設置していた学校
- 大手前ビジネス学院専門学校（1988年 - 1999年）
- 大手前製菓学院専門学校（2002年 - 2016年）

## 沿革
- 1946年4月 - 大阪城前の偕行社[注釈 1]跡地（大阪市東区京橋前之町、現在の中央区大手前1丁目付近[注釈 2]）に専門学校「大手前文化学院」を創設[3][2]。
- 1948年 - 財団法人とする。現在の大阪大手前キャンパス所在地（現在の大手前2丁目）に移転[注釈 3]
- 1951年 -
  - 学校法人大手前女子学園に改組（理事長：藤井健造）[2]。
  - 大手前女子短期大学開学、服飾科を置く[2]。
- 1955年 - 大手前文化学院に「栄養部」を設置。大手前栄養学院専門学校の設立と位置付けられる[2]。
- 1966年 - 西宮市夙川に大手前女子大学を設立[2]。
- 1986年 -
  - 大手前女子短期大学、伊丹市稲野町へ移転（いたみ稲野キャンパス[6]）[2]。
  - 新スローガンとして「STUDY FOR LIFE」を設定[2]。
  - 大手前文化学院を「大手前栄養文化学院」に改称[2]。
- 1988年 - 大手前ビジネス学院専門学校開学[2]。
- 1992年 - 大手前アートセンター竣工[2]。
- 1998年 - 専門学校を男女共学化[2]。
- 1999年 - 大手前ビジネス学院専門学校廃止[2]。
- 2000年 -
  - 学校法人大手前女子学園を「学校法人大手前学園」に改称[2]。
  - 大手前女子大学を「大手前大学」に改称、男女共学化[2]。
- 2001年 - 大手前栄養文化学院を「大手前栄養製菓学院」に改称[2]。
- 2002年 - 大手前栄養製菓学院を「大手前栄養学院」「大手前製菓学院」の2校に分離[2]。
- 2004年 - 大手前女子短期大学を「大手前短期大学」に改称、男女共学化[2]。
- 2016年 - 大手前製菓学院専門学校廃止、大手前栄養学院専門学校を「大手前栄養製菓学院専門学校」に改称・改組[2]。
- 2020年 - 大手前栄養製菓学院専門学校を「大手前栄養学院専門学校」に改称[2]。
- 2021年 - 大手前短期大学を西宮市に移転[2]。